# Montague Summers
Montague Summers (* 10. April 1880 in Clifton bei Bristol (Südengland); † 10. August 1948 in Richmond bei London) war britischer Literaturwissenschaftler, Dämonologe und okkultistischer Schriftsteller.

## Jugendjahre und angebliche Priesterweihe
Montague Summers kam als der jüngste Sohn eines wohlhabenden Brauereibesitzers, Bankiers und Friedensrichters zur Welt. Der literarisch interessierte Jüngling sollte eine Karriere in der Church of England einschlagen. Doch schon während seines Studiums am Trinity College in Oxford und am Theological College of Lichfield interessierte er sich für Hexen, Vampire, Werwölfe. Offenbar war er homosexuell veranlagt und bekannte sich in seinem ersten Gedichtband Antinous (1907) – in unverkennbarer Anspielung auf Antinoos, den Lieblingsknaben des römischen Kaisers Hadrian – zu seinen Neigungen. Zeitweise soll er den Uranian Poets angehört haben, einem Dichterkreis, der offen die Homoerotik propagierte. Im Jahre 1908 wurde der angehende Geistliche Summers, der als Diakon in Bath angestellt war, wegen homosexueller Beziehungen zu Minderjährigen angeklagt. Das Vergehen konnte ihm nicht zweifelsfrei nachgewiesen werden, aber seine erhoffte Karriere in der Anglikanischen Staatskirche war danach beendet.
Aus Protest, so heißt es in den gängigen Biographien, habe Montague Summers die Anglikanische Kirche verlassen, sei zum Katholizismus übergetreten und habe sich zum Priester weihen lassen. Die Bilder, die von ihm existieren, zeigen ihn stets in der Tracht eines katholischen Geistlichen, wie sie im 19. Jahrhundert üblich war. Ob die Schilderung dieses Teils seines Lebens jedoch in allen Punkten den Tatsachen entspricht ist fraglich, denn seine Priesterweihe wird von den Akten keiner einzigen britischen Diözese bestätigt. Vieles spricht dafür, dass er Mitglied einer der zahlreichen altkatholischen Freikirchen war. Einige dieser altkatholischen Freikirchen vertraten nicht nur eine extrem konservative Theologie, sondern rechtfertigten im Nachhinein auch die Judenpogrome und vor allem die frühneuzeitlichen Hexenverfolgungen, was für Summers durchaus attraktiv war.
Summers ließ in seinem Umfeld verschiedene Gerüchte verbreiten, so etwa die Behauptung, dass er nicht nur die (alt-)katholische Priesterweihe erhalten habe, sondern bis zum Amt eines Bischofs seiner Kirche aufgestiegen sei. Welcher Diözese er vorgestanden haben soll, bleibt unklar. Gerüchten zufolge soll es sich dabei um die so genannte Diocese of Glastonbury gehandelt haben. Die südenglische Stadt Glastonbury wird seit dem Mittelalter mit dem Grals-Mythos in Verbindung gebracht und genießt daher in esoterisch-okkultistischen Kreisen eine gewisse Berühmtheit. Ein offizieller katholischer Bischofssitz gleichen Namens existiert jedoch nicht. Einer Pfarrei hat er nie vorgestanden, sondern an verschiedenen Privatschulen Literatur und Latein unterrichtet, wobei er stets in der Tracht eines katholischen Geistlichen auftrat und sich als Reverend anreden ließ. In seinem Umfeld wurde zuweilen gemunkelt, dass Summers einen Spezialauftrag besonderer Art von „ganz oben“ im Vatikan erhalten habe, nämlich die systematische Erforschung des Hexenunwesens. Wahrscheinlich hatte er dieses Gerücht persönlich in die Welt gesetzt, um den offensichtlichen Widerspruch zwischen seinem geistlichen Status und seinen okkultistischen Interessen zu erklären.
Unklar bleibt, ob sich der selbsternannte Geistliche dem Ordo Templi Orientis des Wiener Großindustriellen Carl Kellner (1850–1905) angeschlossen hat. Sicher ist jedoch, dass Montague Summers der magischen diskreten Gesellschaft Hermetic Order of the Golden Dawn beigetreten war, deren Mitglied auch der Schriftsteller Bram Stoker, der geistige Vater von Graf Dracula, war. Durch seine okkulten Interessen kam er in Kontakt mit anderen Experten. Mit Aleister Crowley (1875–1947) verband ihn eine besondere Freundschaft, die offenbar auf gegenseitiger Bewunderung beruhte.

## Forschungen zur Geschichte der Hexen
Summers verfocht die These, der Teufel (Satan) sei ein reales Wesen, welches das Heil der Menschheit bedrohe und sich vieler Helfer auf Erden bediene. Er studierte die Werke der wichtigsten Dämonologen nicht nur, sondern übersetzte sie auch ins Englische, um seinen Zeitgenossen anhand dieser „Zeugnisse“ die Gefahr durch Satan und seine Anhänger drastisch vor Augen zu führen. Unter den Autoren, die er edierte, finden sich unter anderem Jean Bodin, Henri Boguet, Nicholas Rémy und Francesco-Maria Guazzo. Summers wichtigster Beitrag zur Dämonologie war seine Übersetzung des Malleus Maleficarum, des Hexenhammers, ins Englische. Für Summers als tiefgläubigen und von seiner Mission überzeugten Dämonologen stellte diese Arbeit einen wissenschaftlichen Kraftakt dar und eine publizistische Maßnahme gegen das damals in seiner Sicht grassierende Hexenunwesen seines Heimatlandes. Im Hexenhammer sah Summers nicht nur ein historisches Dokument. Er pries dieses Werk als eines der wichtigsten, weisesten und bemerkenswertesten Bücher in der Welt („One of the most important, wisest and weightiest books in the world“).
Die Epoche zwischen den Weltkriegen war in Großbritannien gekennzeichnet durch die Wiedergeburt einer Fülle angeblich uralter Kulte wie Druidentum und Wicca und neuen Formen von Heidentum und Satanismus. Summers führte über Jahre hinweg eine literarische Fehde mit der Ägyptologin Margaret Murray, die die heute von feministischen New-Age-Hexen akzeptierte Theorie aufgestellt hatte, beim Hexenwesen des Mittelalters und der frühen Neuzeit habe es sich um ein Überbleibsel der ominösen „Alten Religion“ gehandelt. Für Summers waren die Hexen weder die letzten Priesterinnen eines vorzeitlichen Kultes noch die unschuldigen Opfer fanatischer Hexenjäger, sondern Verbrecherinnen, die im Bund mit dem Teufel standen. Somit waren die Geständnisse nicht erpresste Schuldbekenntnisse, sondern spiegelten das Ausmaß der tatsächlichen Verbrechen der Zauberinnen wider.

## Vampire und Werwölfe
Besonders bekannt und geschätzt in Okkultistenkreisen wurde Summers wegen seiner beiden Bücher über die Vampire und eines über die Werwölfe. Die drei Bücher stellen zwar eine auch heute noch brauchbare Materialsammlung dar, aber da Summers fest an die Existenz von Blutsaugern und Gestaltwandlern glaubte, klassifizierte er auch andere Horrorgestalten aus dem Volksglauben der unterschiedlichsten Kulturen und Epochen als Vampire, selbst wenn es sich bei ihnen überhaupt nicht um Untote handelte, sondern um Lebende (Hexen) oder Dämonen, also Wesen, die niemals Menschen waren und daher keine Vampire werden konnten. Daher sind die langen Listen von angeblichen Vampirwesen, die bei Summers abgeschrieben wurden und durch die einschlägigen Internetseiten geistern, mit großer Vorsicht zu genießen.

## Summers und die Literaturwissenschaft
Um 1930 hatte sich Summers als Koryphäe für Fragen des Okkultismus in der britischen Literaturszene so fest etabliert, dass seine Bücher in großen Wissenschaftsverlagen erschienen und zu Bestsellern wurden. Dieser Erfolg erlaubte es ihm, sich als Privatgelehrter niederzulassen und sich neben dem Okkultismus der englischen Literaturgeschichte zu widmen. Kaum verwunderlich, dass er sich mit der Entstehung des klassischen Schauerromans befasste und 1938 ein Standardwerk zu diesem Thema herausgab: The Gothic Quest: The History of the Gothic Novel. Zwei Jahre später folgte eine Bibliografie zum Thema, ein bis heute unentbehrliches Hilfsmittel für jeden Wissenschaftler, der sich ernsthaft mit der Geschichte der Gothic Novel befasst.
Zu seinen wichtigsten Werken gehört ein Standardwerk über die Theaterdichtung des späten 17. Jahrhunderts, die so genannte Restauration Period. Im Jahre 1921 veröffentlichte Montague Summers einen Sammelband Restoration Comedies und gab damit den Anstoß zu einer literaturwissenschaftlichen Beschäftigung mit dieser lange unterschätzten Epoche der englischen Theatergeschichte. Sein Standardwerk The Restoration Theatre erschien 1934, unmittelbar nach seinem Buch über Werwölfe. Eine eigens zu diesem Zweck von ihm gegründete Theatergruppe widmete sich der Wiederaufführung von Restoration Comedies. Anlässlich seines Todes druckte die Times einen Nachruf, in dem die dämonologischen Aktivitäten Summers’ mit Schweigen übergangen wurden. Stattdessen rühmte die Zeitung seine wichtigen Beiträge zur wissenschaftlichen Erforschung der englischen Theatergeschichte.
Der britische Schriftsteller Dennis Wheatley (1897–1977) hatte seit den 1930er Jahren häufig Kontakt mit Summers, da der Romanautor den landesweit bekannten Okkultisten mehrfach um Rat und Anregungen bat. In einem seiner bekanntesten Romane, To the Devil a Daughter (1953), machte Wheatley für die Figur des Pfarrers und Satanisten Canon Copely-Syle großzügige Anleihen bei der Figur von Summers. Christopher Lee spielte den dämonischen Kleriker in der Verfilmung des Romans von 1976.

## Kritik
Summers an Barockliteratur erinnernder Schreibstil prägt seine Publikationen. Der Fachwelt galten Summers Okkult-Themen als akademischer Forschung unangemessen, darüber hinaus entsprachen seine Bücher über Okkultismus nicht den Anforderungen akademischer Genauigkeit. Das Œuvre von Montague Summers stellt sich als Zeugnis einer einzigartigen Sammelleidenschaft dar, die sich bei allem Streben nach Vollständigkeit mit einem vollständigen Mangel an Kritikfähigkeit paart. In seinem Bemühen, möglichst viele Belege für das Treiben von Blutsaugern aufzustöbern, packte er jedes Spukwesen, das auch nur eins der Grundkriterien für das Phänomen „Vampir“ erfüllte, unter diesen Begriff, so dass sich in seinen diesbezüglichen Werken auch Schreckensgestalten finden, die keineswegs unter die Rubrik „lebender Leichnam“ fallen. In erheblicher Fleißarbeit durchforstete Summers alle nur denkbaren volks- und völkerkundlichen Werke nach Vampiren und Werwölfen, nicht nur aus wissenschaftlichem Interesse, sondern um den Beweis für die Existenz des Bösen und seiner unzähligen Varianten zu erbringen. Montague Summers war von der Existenz von Hexen, Vampiren und Werwölfen überzeugt und verfocht die Ansicht, dass diese bei allen Völkern und zu allen Zeiten bekannt und gefürchtet gewesen seien. So erklärt sich, weshalb Summers angebliche Augenzeugenberichte von Werwolf- und Vampirerscheinungen, wie sie in der okkultischen Literatur seiner Zeit und in der Sensationspresse publiziert worden waren, für bare Münze nahm.
Trotz Gelehrsamkeit war es Summers unmöglich, die Unmassen an gesammeltem Material zu ordnen. Lange Zitate aus diversen Fremdsprachen, vornehmlich aus dem Lateinischen, wollen Wissenschaftlichkeit vermitteln. Dem Forscherfleiß von Summers ist zu verdanken, dass die beiden einzigen Exemplare der ansonsten verlorenen Flugschrift über den „Werwolf von Bedburg“, dem 1589 hingerichteten Peter Stübbe, wiederentdeckt wurden.

## Die wichtigsten Werke von Montague Summers zu okkulten Themen
- The History of Witchcraft and Demonology. (London 1926. – Reprint: London 1969).
- The Geography of Witchcraft. (London 1927).
- A Popular History of Witchcraft. (London 1937).
- Witchcraft and Black Magic. (London 1946. Reprint New York 2000).

Deutsche Ausgabe: Hexen und schwarze Magie. (Festa Verlag, Leipzig 2005 ISBN 978-3-935822-93-0)
- The Vampire. His Kith and Kin. (London 1928).
- The Vampire in Europe. (London 1929. Mehrere Reprints z. Z. erhältlich).
- The Werewolf. (London 1933. Mehrere Reprints z. Z. erhältlich).